# Jean Alboize
Jean Alboize (1er novembre 1851 à Carcassonne-4 mars 1904) est un critique d'art et conservateur de musée français.

## Biographie
Jean Baptiste Marie Alboize est né le 1er novembre 1851 à Carcassonne, fils de négociant. Il monte à Paris après des études en droit. 
Vers la fin des années 1870, il devient l'ami de Joséphin Peladan, puis entre comme critique à la revue L'Artiste dont il rachète les parts à Arsène Houssaye en 1881 ; Alboize va diriger la revue pendant plus de vingt ans. À partir de 1898, la revue connaît des difficultés, cesse d'être mensuelle, son nombre de lecteurs s'effondre.
Il demeure pendant toutes ces années correspondant de la Revue méridionale fondée par Achille Rouquet, et œuvra à valoriser le travail du peintre Jacques Gamelin.
En octobre 1892, il lance avec Léonce Bénédite et Henri Patrice Dillon, une publication trimestrielle, L'Album des peintres-lithographes, en lien avec la Société des artistes lithographes français.
Le 3 février 1899, il est nommé chevalier de la Légion d'honneur, avec pour parrain le compositeur Paul Véronge de la Nux.
Rentrée 1901, il est nommé conservateur en chef du château de Fontainebleau. Il semble délaisser la revue L'Artiste qui cesse de paraître en 1902 et 1903.
Le 4 mars 1904, il meurt subitement sur la route qui relie la gare de Fontainebleau et le château. L'Artiste fait paraître sa nécrologie dans un ultime numéro, daté décembre 1904, et durant ce même mois, a lieu à l'hôtel Drouot, la dispersion de ses collections.

### Décorations
- Chevalier de la Légion d'honneur (1899)[6]